# Babai (pel·lícula)
Babai és una pel·lícula dramàtica coproduïda internacionalment el 2015, i dirigida per Visar Morina. Morina va guanyar el premi al millor director al 50è Festival Internacional de Cinema de Karlovy Vary. La pel·lícula va ser seleccionada com a l'opció kosovar a la Millor pel·lícula de parla no anglesa als 88è Premis Oscars, però malauradament no va ser nominada. És la pel·lícula kosovar més cara produïda mai, amb un pressupost d'1,7 milions d'euros.

## Repartiment
- Val Maloku com a Nori
- Astrit Kabashi com a Gezim
- Adriana Matoshi com a Valentina
- Enver Petrovci com a Adem
- Xhevdet Jashari com a Bedri